# سونيا روز
سونيا روز (بالإنجليزية: Sonya Rose)‏ هي مؤرخة أمريكية، ولدت في 30 ديسمبر 1935.